# 부산대역
부산대역(Pusan National University station, 釜山大驛)은 부산광역시 금정구 장전동에 있는 부산 도시철도 1호선의 전철역이다. 약 540 m 인근에 부산대학교가 있다. 과거 역명은 부산대학앞역이었으나, 2010년 2월 24일에 부산대역으로 변경되었다. 출구는 4곳이며 부산대학교와 부산대학교 젊음의 거리, 금정세무서, 대동대학교 등으로 연계된다.

## 역사
- 1985년 7월 19일 : 부산 도시철도 1호선 개통과 함께 부산대학앞역으로 영업 개시
- 2010년 2월 24일 : 부산대역으로 역명 변경

## 역명의 유래
인근에 부산대학교가 있어서 역명을 정했다. 부산대학교는 이 역의 3번 출구에서 약 540m 정도 떨어져 있다.

## 역 구조
2면 2선식의 곡선 상대식 승강장으로 운영된다. 승강장에 스크린도어가 설치되어 있다. 이 역은 곡선의 여파로 인해 승강장과 열차사이의 단차가 있으므로 승, 하차시 주의해야 한다.
- 반대편횡단: 불가능

### 승강장
| 온천장 ↑ |
| \| 상    |
| ↓ 장전   |

| 상행 | ● 부산 도시철도 1호선 | 다대포해수욕장 방면 |
| 하행 | ● 부산 도시철도 1호선 | 노포 방면           |

## 역 주변
- 부산대학교
- 금정세무서
- 대동대학교
- 금정초등학교
- 부곡초등학교
- 금양중학교
- 금강식물원
- 부곡중학교
- 부산대학교 사범대학 부설고등학교
- 부산대학교 젊음의 거리

## 승차량 변동
| 역 노선 | 승차 인원 | 승차 인원 | 승차 인원 | 승차 인원 | 승차 인원 | 승차 인원 | 승차 인원 | 승차 인원 | 승차 인원 | 승차 인원 | 승차 인원 | 승차 인원 | 승차 인원 | 승차 인원 | 주 석 |
| 역 노선 | 2002년    | 2003년    | 2004년    | 2005년    | 2006년    | 2007년    | 2008년    | 2009년    | 2010년    | 2011년    | 2012년    | 2013년    | 2014년    | 2015년    | 주 석 |
| ------- | --------- | --------- | --------- | --------- | --------- | --------- | --------- | --------- | --------- | --------- | --------- | --------- | --------- | --------- | ----- |
| 1호선   | 22677     | 19979     | 18472     | 17111     | 16433     | 15364     | 15543     | 15854     | 16357     | 17443     | 17475     | 17839     | 18129     | 17663     | [ 1 ] |

## 인접한 역
| 부산 도시철도 1호선            | 부산 도시철도 1호선   | 부산 도시철도 1호선 |
| ------------------------------ | --------------------- | ------------------- |
| 127 온천장 다대포해수욕장 방면 | ● 부산 도시철도 1호선 | 129 장전 노포 방면  |